# Nicola Lucchi
Nicola Lucchi (Breno, 15 febbraio 1981) è uno scrittore italiano.

## Biografia
Laureato in Consulenza Pedagogica e Ricerca Educativa all'Università degli Studi di Bergamo, consegue la seconda laurea in Lettere Moderne presso la stessa facoltà, per dedicarsi successivamente alla scrittura e alla produzione audiovisiva.
Nel 2014 si trasferisce a Los Angeles, dove lavora come regista e sceneggiatore e dove inizia a scrivere i suoi primi contributi per siti e riviste. Tra le varie realtà editoriali collabora con Nocturno, RSI Cultura, Limina, e Mistero, occupandosi prevalentemente di cinema e storia di Hollywood. Nel 2015 vince la sezione inediti della prima edizione del Festival Giallo Garda, grazie al quale pubblica Da un inferno all'altro (Betelgeuse, 2017), suo romanzo di esordio. Nello stesso anno, per Edizioni EL pubblica il libro per primi lettori Johnny il camaleonte. Nel 2018 inizia la sua collaborazione con la casa editrice Bakemono Lab, per la quale pubblica Filastrocche dell'addio - Sangue e lacrime in celluloide, raccolta di rime macabre dedicata a grandi star dell'età d'oro di Hollywood illustrata da Nicola Ballarini. Successivamente, con lo stesso editore, è il turno di Memorie di un boia che amava i fiori  (2020), racconto ispirato alla vita di Charles-Henri Sanson illustrato da Stefano Bessoni.
Nel 2021 torna stabilmente in Italia, dove pubblica Daniel Ghost e le anime erranti (Gribaudo, 2022), primo capitolo di una trilogia col Gruppo Feltrinelli che si completa nei due anni successivi con Daniel Ghost e il segreto delle miniere e Daniel Ghost e la guerra dei varchi. Con Daniel Ghost e il segreto delle miniere entra nei 12 semifinalisti del Premio Strega Ragazze e Ragazzi nel 2024. Nel 2023 pubblica Il sogno del cinema - La mia vita, un film alla volta (La Nave di Teseo), autobiografia del noto direttore della fotografia Dante Spinotti. Nel 2024 esce il suo primo romanzo a fumetti dal titolo La notte delle tenebre - Storie da brivido (24 Ore Cultura), con i disegni di Marianovella Sinicropi.

## Opere
Libri per ragazzi
- Johnny il camaleonte, Edizioni EL, Trieste, 2017.
- Il pallone di cuoio, Bacchilega Editore, Imola, 2019.
- Daniel Ghost e le anime erranti, Gribaudo, Verona, 2022.
- Daniel Ghost e il segreto delle miniere, Gribaudo, Verona, 2023.
- Daniel Ghost e la guerra dei varchi, Gribaudo, Verona, 2024.

Romanzi
- Da un inferno all'altro, Betelgeuse, Verona, 2017.

Biografie
- Il sogno del cinema. La mia vita un film alla volta (con Dante Spinotti), La Nave di Teseo, Milano, 2023.

Illustrati
- Filastrocche dell'addio. Sangue e lacrime in celluloide (illustrato da Nicola Ballarini), Bakemono Lab, Roma, 2018.
- Memorie di un boia che amava i fiori (illustrato da Stefano Bessoni), Bakemono Lab, Roma, 2020.

Fumetti
- La notte delle tenebre. Storie da brivido, 24 Ore Cultura, Milano, 2024.